# Bořivoj II.
Bořivoj II. iz dinastije Přemyslidov je bil od 25. decembra 1100 so naja 1107 in od decembra 1117 do 16. avgusta 1120 vojvoda Češke, * okoli 1064, Praga, † 2. februar 1124, Ogrska.
Bil je sin vojvode Vratislava II. in Svetoslave Poljske in mlajši polbrat in naslednik Břetislava II.

## Břetislav II. in  Bořivoj II.
Břetislav II. je na Veliko noč 1099 na dvorni konvenciji v Regensburgu imenoval svojega mlajšega brata Bořivoja za svojega dediča in naslednika, četudi ga starešine niso izvolile, in prosil Henrika IV., da mu podeli Češko kot fevd. Cesar je prošnji ugodil.
Njegovo dejanje je bilo v nasprothu z ukazom starešin in postalo vir napetosti v državi v naslednjih letih in pomenilo začetek dolgotrajnih sporov v družini Przemysl. Břetislav je že leta 1097 ujel in zaprl Oldřicha Brnskega, sina Konrada I. Brnskega in najstarejšega živečega Přemyslovca, ki je zasedel praški prestol. Leta 1099 je Břetislav II. vojaško zasedel Moravsko in jo zaupal v upravo svojemu bratu Bořivoju. V letih 1099–1100 je bil Bořivoj knez  kneževin Brno in Znojmo.
Břetislav II. je decembra 1100 umrl v atentatu v gozdu pri Zbečnem. S svojo nespametno odločitvijo o nasledstvu je sprožil dolgotrajne boje za oblast na Češkem, čeprav je Bořivoj II. iz njih sprva izšel kot zmagovalec.

## Bořivoj II. kot vojvoda
Razmere so se že leta 1101 tako zaostrile, da je izbruhnila prva vojna za oblast v državi. Oldřich Brnski je z vojsko odšel na Češko. Pred tem si je zagotovil podporo cesarja Henrika V., ki pa jo je pogojeval s Oldřichovim priznanjem v Pragi. Ker Praga  Oldřicha ni priznala, se je njegov vojaški pohod končal v Malínu. Na koncu je popustil tudi Bořivoj II. in brnski del države vrnil Oldřichu, znojmski pa njegovemu bratu Litoldu.
Leta 1103 se je Bořivoj II. vključil v boj za poljski prestol, pri čemer mu je pomagal njegov bratranec Svatopluk Olomuški. Od poljskega vojvode Boleslava III. Krivoustega je prejel 1000 grivn, da ga ne bi več napadel. Ker vojvoda tega denarja ni delil s svojim bratrancem, so se odnosi med nekdanjima zaveznikoma ohladili.
Leta 1105 je Bořivoj podprl cesarja Henrika V. na Bavarskem. Svatopluk Olomuški je to izkoristil in neuspešno poskušal osvojiti Prago. Oblast je uspel prevzeti šele v drugem poskusu leta 1107. Bořivoj je nenadoma izgubil podporo in pobegnil na Poljsko. Poskušal je podkupiti cesarja in dobiti njegovo podporo, a je Svatopluk cesarju ponudil večjo vsoto. Po Svatoplukovem umoru leta 1109 je postal Bořivoj II. eden od treh kandidatov za položaj češkega vojvode. Druga dva sta bila  Svatoplukova brata Ota II. Olomuški in Vladislav. Slednji je dobil podporo cesarje Henrika V. in svojo oblast potrdil na srečanju nasprotnih strank v Rokycanyh  januarja 1110.
Leta  1117 je Vladislav I. vrnil oblast Bořivoju II., ki mu jo je čez tri leta iz neznanih razlogov vrnil in odšel na Ogrsko, kjer je čez nekaj let umrl.

## Družina
Bořivoj se je 18. oktobra 1100 poročil s Helbirgo (Gerbergo) Babenberško, hčerko mejnega grofa Leopolda II. Z njo sta imela pet otrok:
- Jaromirja († 20. septembra malo pred 1135),[4]
- Spytihněva (umrl 9. januar 1157)[4]
- Lupolta Olomuškega (umrl po 1143),[4]
- Albrehta (umrl 7. aprila pred 1124 ? )[4] in
- Richezo (umrla 27. februarja pred 1124 ?).[4]